# Carmen Gallardo Martín-Gamero
Carmen Gallardo Martín-Gamero (Toledo, 1874-México, 1951) también conocida como Carmen de Mesa, fue una traductora española y una de las fundadoras del Lyceum Club Femenino.

## Trayectoria
Nació en Toledo. Sobrina nieta de Bartolomé José Gallardo, e hija del teniente coronel Mariano Gallardo Montero, fue una de las primeras universitarias inscritas en la Facultad de Filosofía y Letras de Madrid junto a María Goyri. Ambas se matricularon como oyentes en el curso 1891-92.  Acudían a clase acompañadas por Mariano Gallardo, pero la muerte de este y su matrimonio hizo que abandonara la Universidad. Sin embargo, la amistad con Goyri continuó ya que realizaban juntas excursiones dominicales por la sierra de Guadarrama junto a su esposo y el que sería el esposo de Goyri, Menéndez Pidal.
Gallardo se casó con el teniente coronel José Ibáñez Marín, director de la Revista Técnica de Infantería y Caballería, con el que tuvo cuatro hijos: Carmen, Dolores, Ana y Jaime. Tras enviudar en 1909, se casó en 1911 con el poeta Enrique de Mesa. En 1919 su hija Carmen Ibáñez Gallardo se casó con el dramaturgo Cipriano Rivas Cherif.
Su labor profesional se desarrolló como traductora, aunque se vio encubierta porque publicó muchas veces bajo el nombre de su marido. Es segura la traducción de Rojo y Negro de Stendhal. Tradujo del francés, del inglés y del alemán. Es una de las traductoras más presentes en la larga trayectoria de las traducciones y ediciones de Nußknacker und Mausekönig, El cascanueces y el rey de los ratones, en España, cuya traducción, desde su primera edición en 1922,  ha sido reeditada a lo largo de todo el siglo XX. En 1929 junto a Ricardo Baeza tradujo el Epistolario inédito de Oscar Wilde.
Tras participar en la fundación del Lyceum Club Femenino, fue entrevistada por el diario Libertad, siendo la última entrevistada María Lejárraga. En 1929, ante la celebración en Madrid del Congreso pro Sociedad, se fundó la asociación Liga Femenina Española por la Paz, cuya objetivo era la divulgación del concepto de paz y su defensa. Entre sus fundadoras, todas pertenecientes al Lyceum, figuraban Isabel Oyarzábal, Carmen Baroja, Rosario Lacy, Clara Campoamor, Matilde Huici, María Martos, Benita Asas y Elena Fortún. Se unieron a la Asociación Nacional pro Sociedad de Naciones y a la Paneuropea. La Asociación estaba dividida en varias secciones: deporte, arte y literatura, economía, orden interior, educación primaria, educación secundaria, educación superior, derecho de la mujer, derecho del niño, espectáculos, feminismo, sufragio, prensa y propaganda.
En 1939 marchó al exilio a México donde murió en 1951.